# Xavier Margairaz
Xavier Margairaz (né le 7 janvier 1984 à Rances dans le canton de Vaud) est un footballeur suisse. Il jouait au poste de milieu de terrain avec l'équipe de Suisse.

## Biographie

### En club
Après des débuts au FC Lausanne-Sport, il quitte le club en proie à de graves difficultés financières et rejoint Neuchâtel Xamax FC puis le FC Zurich. Ses qualités techniques au-dessus de la norme lui permette de se faire un nom en Suisse et de découvrir en 2005 la Liga espagnole. Malheureusement une grave blessure le tient éloigné des terrains pendant une année et il ne peut ainsi exploiter ses qualités et au terme du mercato d'hiver décide de retourner en Suisse pour retrouver du temps de jeu. Margairaz revient donc au FCZ ou il retrouve sa place titulaire dans l'entre-jeu zurichois. Le 15 septembre 2009, il inscrit en Ligue des Champions un but sur penalty face au Real Madrid. Entre 2012 et 2014, il fait un passage par le FC Sion. Cette expérience difficile a notamment été marquée par des blessures à répétition et l'absence de confiance de son coach. Xavier Margairaz signe le 2 juin 2015 un contrat marquant son retour dans le club de ses débuts professionnels : le FC Lausanne-Sport,.

### En équipe nationale
18 sélections et un but en équipe nationale
Il fête sa première sélection contre les Îles Féroé le 4 juin 2005. Xavier Margairaz est retenu par Köbi Kuhn pour participer à la coupe du monde 2006 avec l'équipe de Suisse, où il ne jouera aucun match. Longuement immobilisé par une blessure, il ne pourra pas participer à l'Euro 2008 qui se déroule en Suisse et en Autriche.
Malgré une technique au-dessus de la norme en suisse, il n'est pas encore arrivé à s'imposer dans l'équipe nationale, n'étant souvent même pas titulaire. Fin 2013, il semble bien que son parcours en équipe nationale soit terminé. Il restera donc des beaux souvenirs, mais surtout des désillusions au regard de ce talent gâché par les blessures et le manque de compétitivité du championnat suisse.

## Palmarès
- Champion de Suisse en 2006, 2007 et 2009 avec le FC Zurich
- Vainqueur de la Coupe de Suisse en 2005 avec le FC Zurich